# Francesco Permunian
Francesco Permunian (Cavarzere, 21 febbraio 1951) è uno scrittore e poeta italiano.

## Biografia
Permunian cresce nel polesano. Nel 1976 si laurea all'Università di Padova con una tesi su Vittorio Sereni. A trentuno anni si trasferisce a Desenzano del Garda, dove inizia a lavorare come bibliotecario.
Compie i suoi esordi letterari dapprima in poesia, nel corso degli anni Ottanta, quando ottiene l'attenzione di poeti come Roberto Roversi e Andrea Zanzotto. Nel 1984 il fotografo marchigiano Mario Giacomelli realizza due serie fotografiche ispirate ad alcuni suoi versi, ripubblicate poi nel 2006 presso L'Obliquo di Brescia col titolo Il teatro della neve. 
Altri componimenti poetici sono raccolti in Cinque notturni per un amico scomparso (Diabasis 2004), in Il principio della malinconia, con una grafica di Piero Guccione (Quodlibet, 2005) e in L'attesa, con immagini di Roberto Da Re Giustiniani (Kellermann, 2013).
Nella narrativa Permunian esordisce invece nel 1999, dopo un trascorso editoriale travagliato, con Cronaca di un servo felice (Meridiano Zero) a cui hanno fatto seguito Camminando nell'aria della sera (2001) e Nel paese delle ceneri (2003), entrambi presso Rizzoli.
Nel 2009 per Diabasis pubblica Dalla stiva di una nave blasfema con fotografie di Gianni Fucile, a cui seguono La Casa del Sollievo Mentale (Nutrimenti, 2011, tradotto in francese da Lise Chapuis per le éditions de l'Arbre Vengeur) e Il gabinetto del dottor Kafka (Nutrimenti, 2013).
Dalla parte finale de La casa del sollievo mentale il Maestro Andrea Mannucci ha tratto la composizione Elegia II per orchestra d'archi e timpano. Nello stesso anno, il 2015, presso il Saggiatore esce il romanzo Ultima favola e da Nutrimenti il memoir La polvere dell'infanzia e altri affanni di gioventù, con le fotografie di Duilio Avezzù.
Nel 2018 la casa editrice Theoria ripubblica in un unico volume dal titolo Chi sta parlando nella mia testa? i suoi due romanzi Dalla stiva di una nave blasfema e Il principio della malinconia.
Il suo romanzo Sillabario dell'amor crudele viene pubblicato a giugno 2019 dalla casa editrice Chiarelettere. Il libro viene accolto da una ricca rassegna stampa ed è vincitore della XXXIV edizione del Premio Dessì. Cristina Taglietti, su La Lettura del Corriere della Sera, lo definisce "un j’accuse contro la pedofilia che si è annidata per anni in certe parti del clero".

## Progetti e collaborazioni
Tutti i maggiori critici si sono frequentemente occupati delle opere di Francesco Permunian: Franco Cordelli lo ha inserito nel 2014 fra gli autori rappresentativi della letteratura italiana contemporanea e Andrea Cortellessa lo ha incluso nell'antologia di sua cura La terra della prosa. Narratori italiani degli anni Zero (L'orma, 2014).
Al Teatro Bibiena di Mantova, nel corso del Festivaletteratura 2014, Roberto Herlitzka ha letto alcuni brani di Ultima favola, con la regia di Mario Piavoli e la registrazione di Ennio Macerata.
Nel settembre del 2015 Maria Paiato ha letto invece Il Compleanno prima al teatro Ferrini di Adria e poi al Ridotto del teatro Sociale di Rovigo, con la regia di Giulio Costa e la produzione di Marco Sgarbi per conto di FerraraOut/Arkadiis.
Si è occupato con Anna Giannatiempo Quinzio della curatela di L'esilio e la gloria, dove sono stati raccolti lettere e appunti inediti del teologo Sergio Quinzio (In forma di parole, 1998).
Assieme a Gianni Scalia ha allestito l'antologia Scrittori di confine: Joseph Zoderer, Norbert Conrad Kaser, Juan Octavio Prenz, Claudio Nembrini (In forma di parole, 2001). 
Ha ideato e curato Partigiani del Polesine nelle fotografie di Mario Dondero (Giunti, 2014), un reportage fotografico sui luoghi della Resistenza polesana, con un saggio di Valentino Zaghi e gli interventi di Luigina Badiale, Liana Isipato e Monica Stefani.
Nel 2018 l'editore Aragno pubblica un piccolo libro doppio nella collana "Pietre d'angolo" curata da Andrea Cortellessa, contenente un testo di Permunian sullo scrittore Bruno Schulz intitolato La plasmabilità artistica del cartone e il suo impiego nella scuola. Una relazione su Bruno Schulz, e un testo dello stesso Schulz intitolato La maldicente moglie del dottore di via Wilcza.

## Interviste e colloqui
- In dialogo con Marino Sinibaldi a Fahrenheit su Radio 3 il 7 maggio 2009 per Dalla stiva di una nave blasfema; e sempre a Fahrenheit (19.1.2012) con Tommaso Giartosio a proposito de La Casa del Sollievo Mentale.
- Lo scrittore riluttante, intervista di Antonio Gnoli su La Repubblica, giovedì 24 gennaio 2013
- Oui, je suis Permunian di Romano A. Fiocchi su “Nazione Indiana”, 4 marzo 2015
- La maison du soulagement mental (trad. di La Casa del Sollievo Mentale) in “Les Doitg dans la prose”, 2015
- Non c'è sollievo nella casa del dinamitardo Permunian, intervista di Maurizio Caverzan su Il Giornale del 21 giugno 2015
- Alberto Bergamini, Per l'ultima volta, in “maperorivista.com”  27 luglio 2015
- Giuseppe Traina, Assoluto Permunian, in "succedeoggi.it", 14 ottobre 2015

## Opere

### Narrativa
- Cronaca di un servo felice, Padova, Meridiano Zero, 1999. ISBN 9788882370091
- Camminando nell'aria della sera, Milano, Rizzoli, 2001. ISBN 9788817867726
- Nel paese delle ceneri, Milano, Rizzoli, 2003. ISBN 9788817871594
- Il principio della malinconia, Macerata, Quodlibet, 2005. ISBN 9788874620630
- Dalla stiva di una nave blasfema, Reggio Emilia, Diabasis, 2009. ISBN 9788881036042
- La Casa del Sollievo Mentale, Roma, Nutrimenti, 2011. ISBN 9788865940990
- Il gabinetto del dottor Kafka, Roma, Nutrimenti, 2013. ISBN 9788865941997
- La polvere dell'infanzia e altri affanni di gioventù. Frammenti di un fotoromanzo popolare, Roma, Nutrimenti, 2015. ISBN 9788865943885
- Ultima favola, Milano, il Saggiatore, 2015. ISBN 9788842821311
- Costellazioni del crepuscolo, Milano, il Saggiatore, 2017. ISBN 9788842821816
- Chi sta parlando nella mia testa?, Rimini, Theoria, 2018. ISBN 9788899997717
- Sillabario dell'amor crudele, Milano, Chiarelettere, 2019. ISBN 9788832961638
- Piccola antologia della peste, a cura di Francesco Permunian, Vicenza, Ronzani, 2020. ISBN 9788894911664
- Il rapido lembo del ridicolo, Trieste, Italo Svevo Edizioni, 2021, ISBN 9788899028541
- Giorni di collera e di annientamento, Milano, Ponte alle Grazie, 2021, ISBN 9788833316390
- Elogio dell'aberrazione,Milano, Ponte alle Grazie, 2022, ISBN 9788868338749

### Poesia
- Una strana vocazione al suicidio, Brescia, Centro Iniziative Culturali P.P. Pasolini, 1980.
- Il teatro della neve, Venezia, Centro internazionale della grafica, 1984; nuova edizione: Brescia, L'Obliquo, 2006. ISBN 9788888845418
- Arlecchino notturno, Udine, Campanotto, 1991.
- Un lungo sguardo silenzioso, Udine, Campanotto, 1996.
- Il compleanno, Firenze, Giuntina, 2001.
- Cinque notturni per un amico scomparso. In memoria di Mario Giacomelli, Reggio Emilia, Diabasis, 2005. ISBN 9788881033485

## Filmografia
- Arlecchino notturno. Nel teatro mortale di Francesco Permunian di Paolo Jamoletti. Film documentario sullo scrittore Francesco Permunian.

## Premi e riconoscimenti
Per Il gabinetto del dottor Kafka:
- Vincitore Premio Volponi (2013)[6]
- Finalista Premio Bergamo (2014)[7]

Per Costellazioni del crepuscolo:
- Selezione Premio Comisso (2017)[8]

Per Sillabario dell'amor crudele:
- Vincitore Premio Dessì (2019)[9]
- Finalista Premio Sila '49 (2019)